# Sol Zanetti
Sol Zanetti (Sainte-Foy, 11 agosto 1982) è un politico canadese, dal 2013 leader del partito indipendentista quebecchese Option nationale.

## Biografia
Sol Zanetti nacque a Sainte-Foy, nel Québec, in Canada, da madre canadese e padre italiano.
Cresciuto nella periferia della città di Québec, nel 2002 ha conseguito, presso la scuola CEGEP Lévis-Lauzon, un diploma umanistico e di linguaggio e, presso l'Università di Laval, una laurea in filosofia.

### Impegno politico
Zanetti è leader di Option nationale; l'elezione è avvenuta il 26 ottobre 2013 presso il teatro Tohu di Montréal, dopo una campagna lanciata il 14 agosto, in seguito alle dimissioni del precedente capo e fondatore del partito Jean-Martin Aussant.